# Rutger III Kettler zu Assen

Wapen Kettler / von Ketteler

Rutger III Kettler zu Assen ook bekend als Rutger III von Ketteler (Neu-Assen, 1346-1418) was heer van Assen, Mellrich en Hovestadt.
Hij was een zoon van Conrad IV Kettler (1315 - ca. 1380) en Mette van Soest, (1320 - na 1358).
Kettler verwierf in 1382 de Burg en het Ambt Hovestadt en in 1384 de graafschap Haus Assen in het Lippetal. In 1400 wordt hij door Alf von Spiegelberg abt van Werden beleent met het Gut Schurenbecke bij Hovestadt.
Hij trouwde (1) in 25 juni 1378 met Friderana van Altena (1360-1385). Zij was een dochter van Diederik van Altena heer van Raffenberg en Stijneke Hamm. Hij trouwde (2) in 1390 met Elisabeth (Elseke) von Plettenberg (1370-1420). Zij was een dochter van Heidenreich von Plettenberg-Platzdreck (1340-1398) en Elisabeth (Elseke) van Vrydag/Frydach (1345-). Het geslacht Plettenberg behoort tot de Duitse Uradel.
Uit zijn eerste huwelijk huwelijk zijn 2 en uit zijn tweede huwelijk is 1 kind geboren:
- Cordt Ketteler zu Assen (1372-1446)
- Frederun Ketteler (ca. 1385-)
- Margaretha (Martha / Mette) Kettler (1395-1455)

Uit Rutger ontstond de tak Ketteler zu Assen.

Wapen von Plettenberg
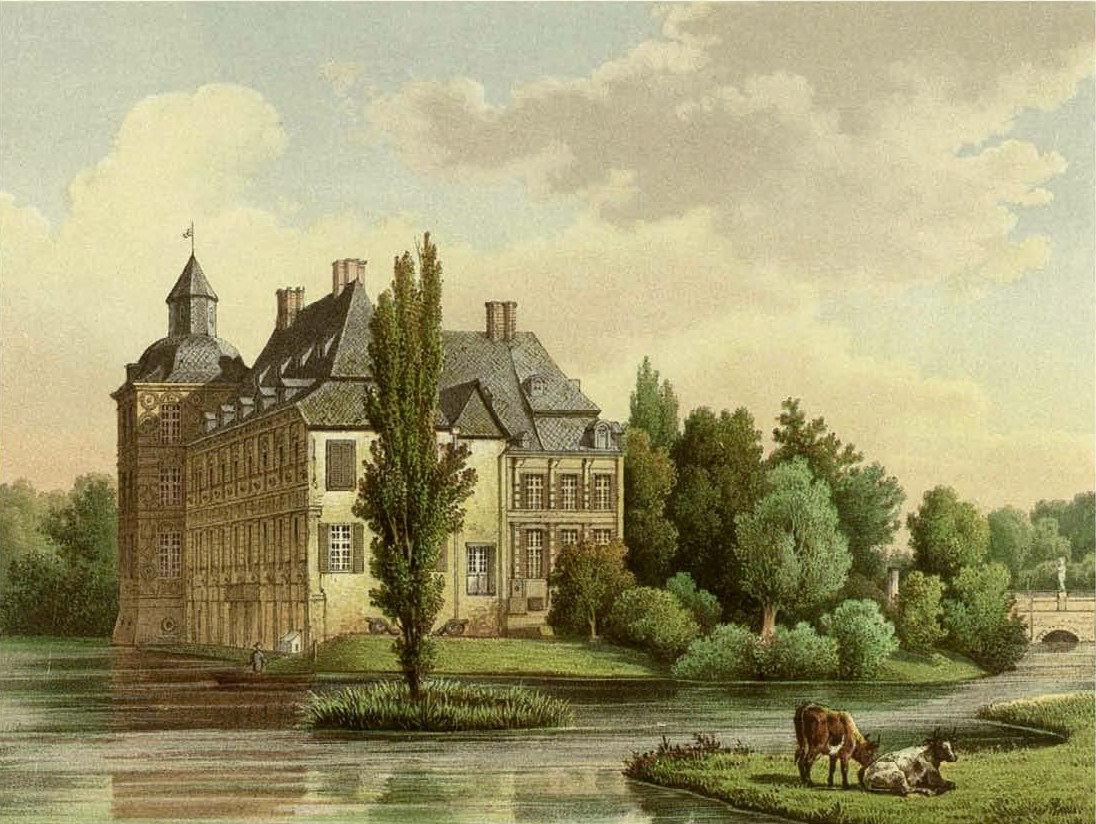
Schloss Hovestadt (ca. 1860)
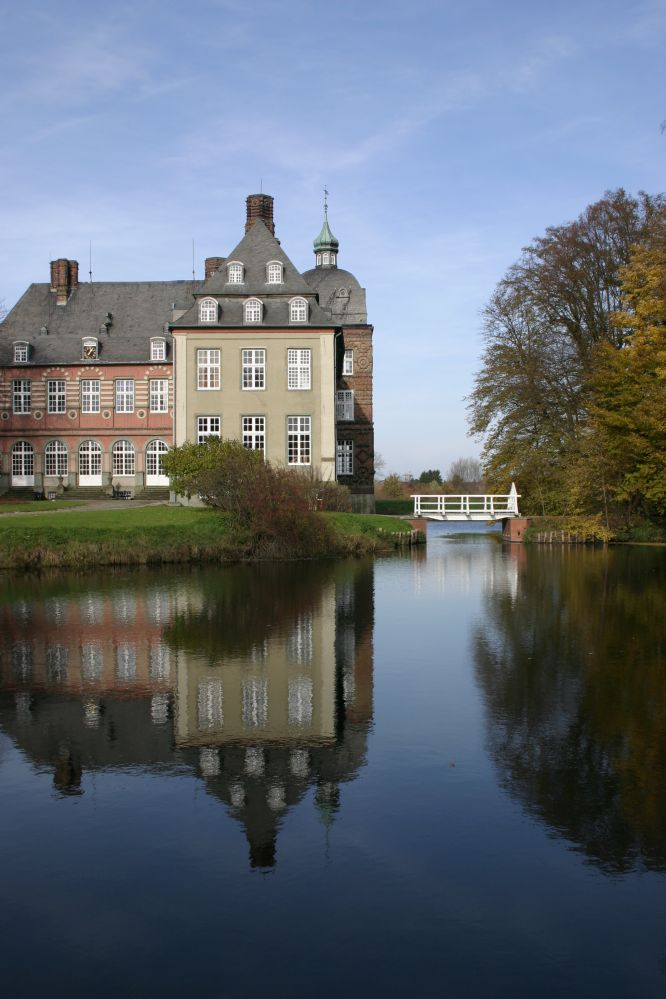
Schloss Hovestadt (2005)